# Matthias Brauner
Matthias Brauner (* 16. Juni 1974 in Bad Nauheim, Hessen) ist ein deutscher Politiker der CDU. Er war von 1999 bis 2001 sowie von 2006 bis 2016 Mitglied des Berliner Abgeordnetenhauses.

## Beruflicher Werdegang

### Ausbildung
Matthias Brauner machte 1993 Abitur am Carl-Friedrich-Siemens-Gymnasium in Berlin-Siemensstadt und leistete anschließend seinen Wehrdienst beim Jägerbataillon 1 Berlin. Von 1994 bis 1997 studierte er Betriebswirtschaftslehre an der Berufsakademie Berlin. 1998 folgte bis zum Jahr 2000 ein MBA-Studium im deutsch-britischen Studiengang an der Anglia Polytechnic University, Cambridge/Chelmsford und an der Fachhochschule für Wirtschaft, Berlin.

### Berufliche Stationen
Von 1997 bis 2002 war Matthias Brauner Firmenkundenbetreuer bei der Landesbank Berlin, von 2002 bis 2011 Managementberater beim Sparkassen-Beratungshaus NordOst. Seit Januar 2012 ist er Regionaldirektor und Leiter der Berliner Repräsentanz der WL BANK AG Westfälische Landschaft Bodenkreditbank.
Brauner ist verheiratet mit Kerstin Brauner.

## Politische Funktionen

### Schüler Union und Junge Union
Matthias Brauner ist seit 1993 Mitglied der CDU und hatte diverse Funktionen als Vorstandsmitglied der Berliner Schüler Union und der Jungen Union inne. Von 1993 bis 1995 war er Kreisvorsitzender der Berliner Schüler Union und von 1997 bis 1999 Kreisvorsitzender der Jungen Union Spandau.

### CDU Spandau und CDU Siemensstadt
Seit 1994 nimmt Matthias Brauner diverse Funktionen als Vorstandsmitglied des Ortsverbandes Siemensstadt und des Kreisverbandes Spandau wahr. Seit 1999 ist er Schatzmeister der CDU Spandau und seit 2005 auch Vorsitzender der CDU Siemensstadt.

### BVV
Von 1995 bis 1999 war Matthias Brauner Bürgerdeputierter im Ausschuss für Wirtschafts- und Grundstücksfragen der Bezirksverordnetenversammlung Spandau.

### CDU Berlin
Von 2002 bis 2003 gehörte Matthias Brauner dem Landesvorstand der Berliner CDU an.

### Abgeordnetenhaus von Berlin
Im Dezember 1999 rückte Matthias Brauner für den ausgeschiedenen Carsten-Michael Röding über die Bezirksliste Spandau in das Abgeordnetenhaus nach und nahm das Mandat bis zum Ende der 14. Wahlperiode 2001 wahr. In dieser Zeit war er Mitglied im Hauptausschuss.
2006 und 2011 errang Matthias Brauner erneut ein Mandat über die Bezirksliste Spandau. In der 16. Wahlperiode von 2006 bis 2011 war er Mitglied im Hauptausschuss, im Unterausschuss Vermögen und im Ausschuss für Bauen und Wohnen. Außerdem war er von März 2009 bis Dezember 2011 Sprecher der Jungen Gruppe der CDU-Fraktion, der alle Abgeordneten der CDU angehören, die bei ihrer Wahl noch nicht das 35. Lebensjahr vollendet haben. Von 2010 bis 2016 war er bau- und wohnungspolitischer Sprecher der Berliner CDU-Fraktion. Gleichzeitig war er auch Arbeitskreisleiter für die Themen Bauen, Wohnen, Verkehr, Stadtentwicklung und Umwelt. Ebenso war er von 2011 bis 2016 Mitglied im Fraktionsvorstand der CDU-Fraktion im Abgeordnetenhaus von Berlin.
Matthias Brauner war 2011 aktiv beteiligt an den Koalitionsverhandlungen zwischen SPD und CDU, er saß in den Arbeitsgruppen für Finanzen und Stadtentwicklung. Als MdA in der 17. Wahlperiode von 2011 bis 2016 gehörte er dem Ausschuss für Bauen, Wohnen und Verkehr sowie dem Wissenschaftsausschuss an. Von 2014 bis 2015 war Matthias Brauner stellvertretendes Mitglied der Enquete-Kommission „Neue Energie für Berlin“ und von 2015 bis 2016 Obmann (Sprecher) im 2. Untersuchungsausschuss „Staatsoper“.